# Grande Poste d'Istanbul
Pour les articles homonymes, voir Grande Poste.
 (octobre 2023).

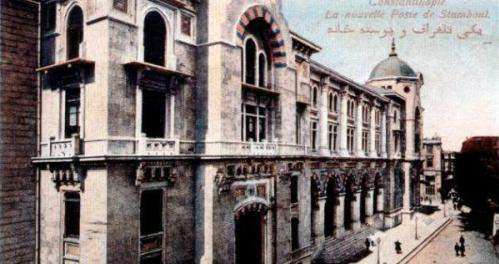
Grand bâtiment de la poste

La Grande Poste d'Istanbul, Grand bureau de poste d'Istanbul, ou également Centre Postal Sirkeci est le plus grand bâtiment des Postes de Turquie, situé dans le quartier Sirkeci du district de Fatih à Istanbul.

## Histoire et description
Sa construction a débuté en 1905 pour servir de siège de Ministère des Postes et Télégraphes. Le bâtiment, achevé en 1909, fut baptisé « Nouveau bureau de poste » dans les années 1930 et devint plus tard « Grand bureau de poste ». L'édifice est la première œuvre de l'architecte Vedat Tek. Le ministère de la Poste servait auparavant dans le bâtiment du bureau de poste d'Eminönü. Les services postaux, qui étaient assurés ici depuis 1840 depuis la cour de la Mosquée Neuve, ont été transférés dans ce bâtiment en 1890 et dans la Grande Poste en 1909.
Il est situé à proximité du Bazar aux épices et de la mosquée neuve. C'est l'un des premiers exemples du Premier Mouvement National d'Architecture. Sur la partie supérieure de la porte d'entrée, « Ministère des Postes et Télégraphes » est écrit en écriture ancienne en calligraphie.
L'entrée du bâtiment de 4 étages et 3 200 mètres carrés a été surélevée par des marches et les deux coins de la façade avant ont été mis en valeur, surélevés et recouverts d'un dôme. À l’intérieur du bâtiment, il y a un espace central rectangulaire s’élevant sur 3 étages et des pièces environnantes. Le style ottoman du XVIe siècle est dominant. La façade est en pierre taillée et en marbre. On pense que Vedat Tek a spécialement conçu ses briques. L'entrée principale s'ouvre sur un très grand hall. Le plafond s'élevant jusqu'au toit est recouvert de verre de couleur orange et bleue.
Le bâtiment a également servi de Maison de la Radio d'Istanbul entre 1927 et 1936. En 1958, il commença à être entièrement utilisé dans les opérations postales et télégraphiques. Aujourd'hui, il sert de siège des Postes du côté européen d'Istanbul et il y a un bureau de poste entièrement équipé (Centre Sirkeci PTT) au rez-de-chaussée. Il abrite également un musée sur l'histoire des communications et des télécommunications du pays.

## Galerie

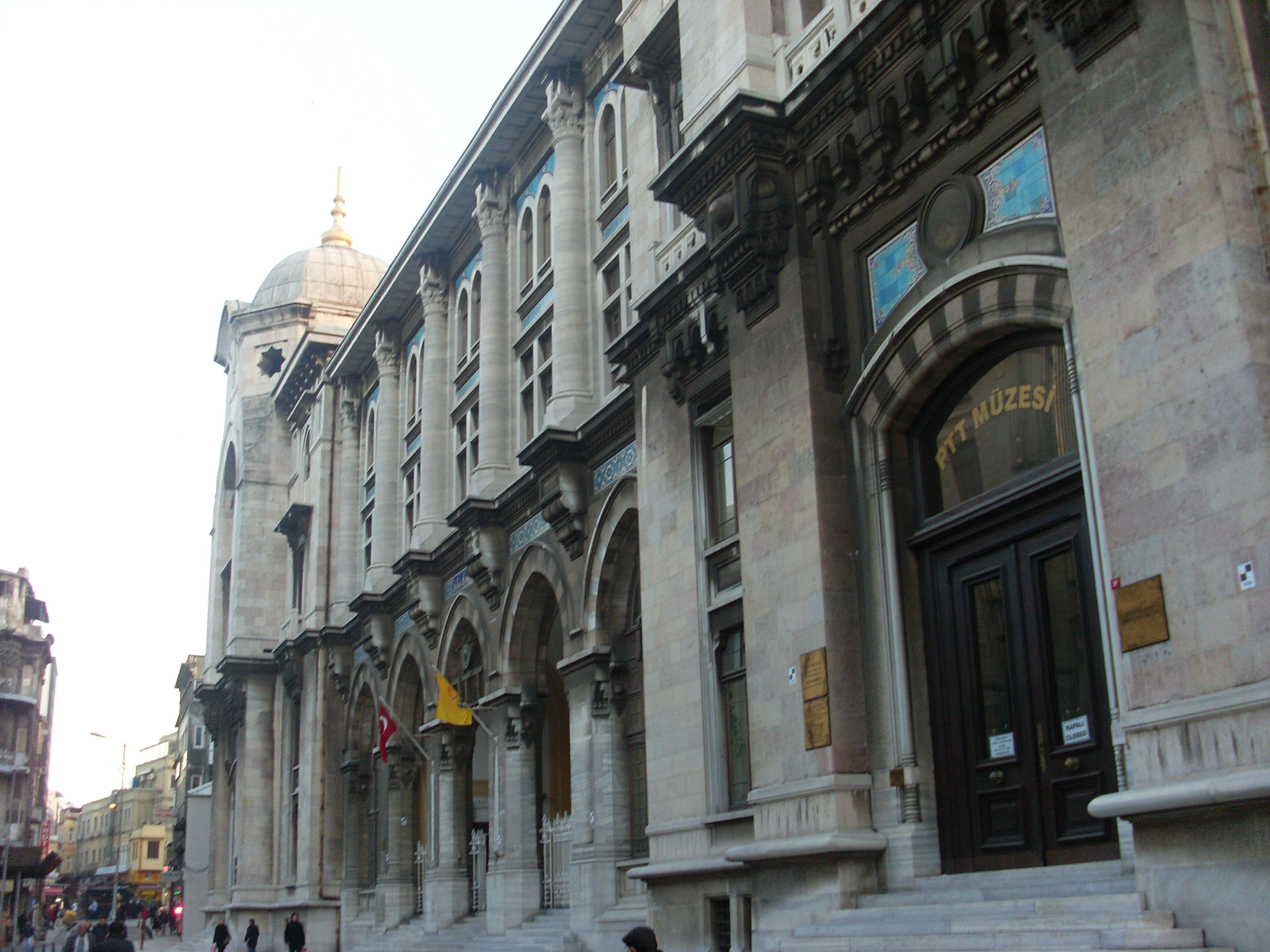
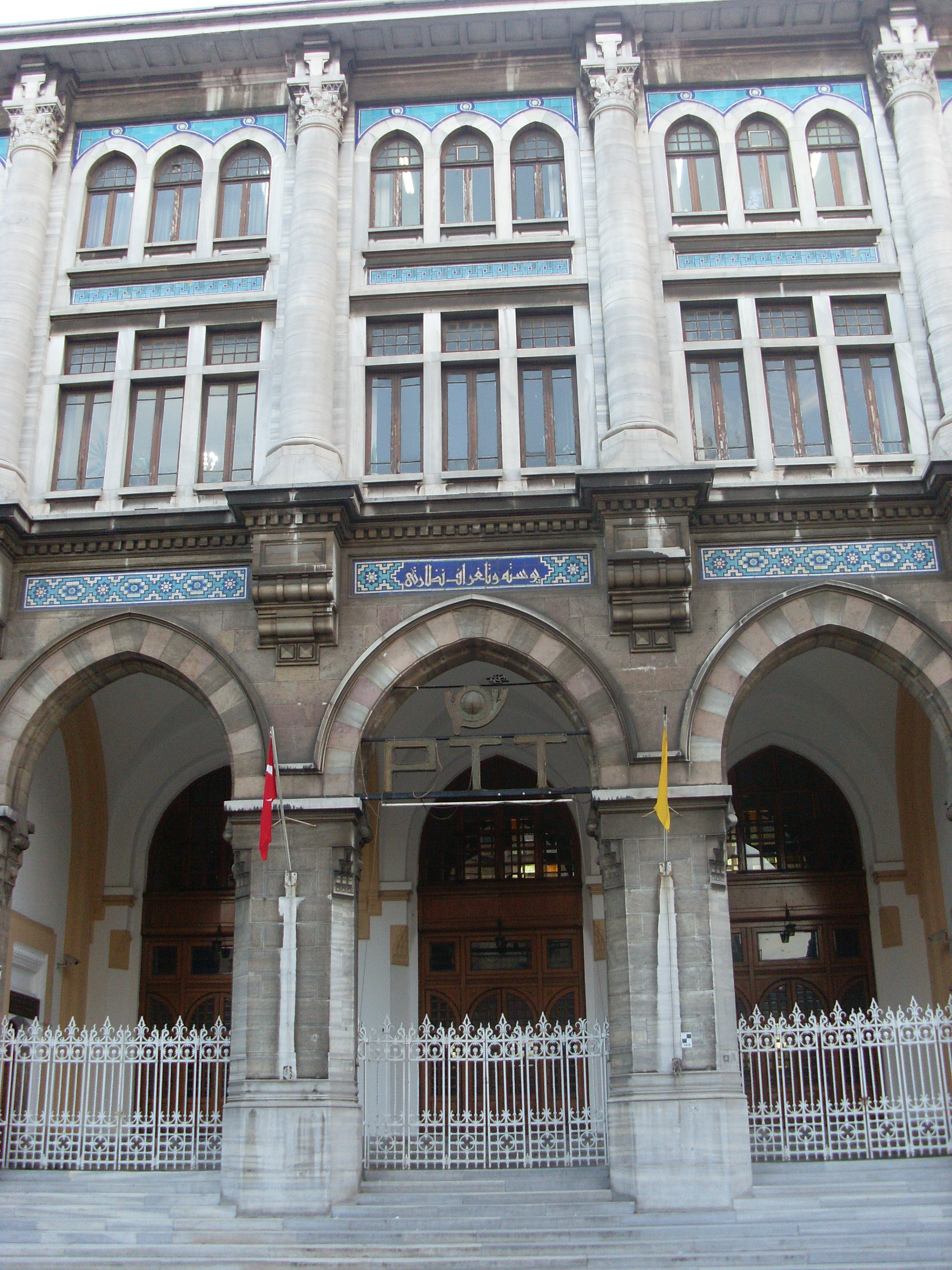
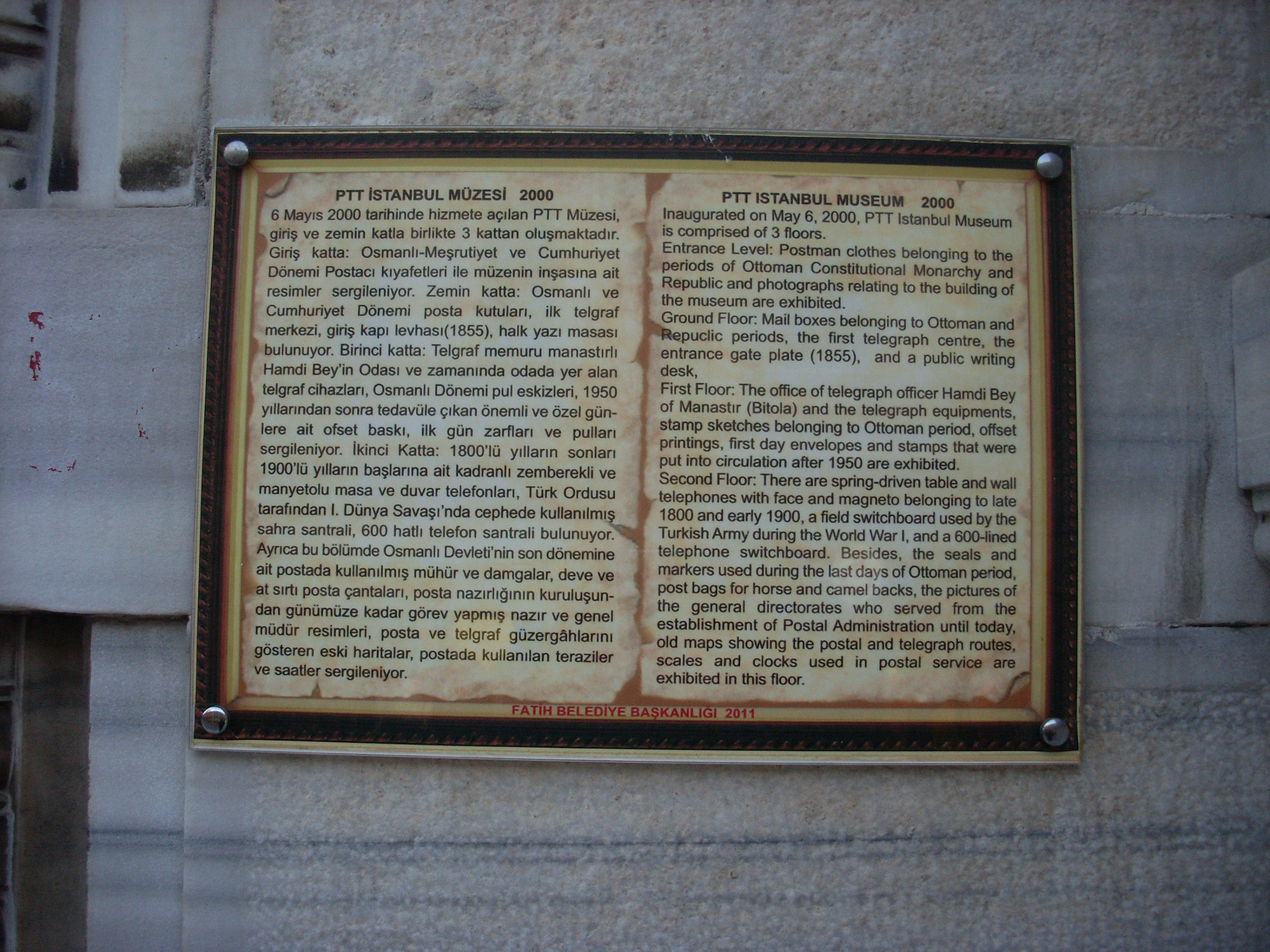
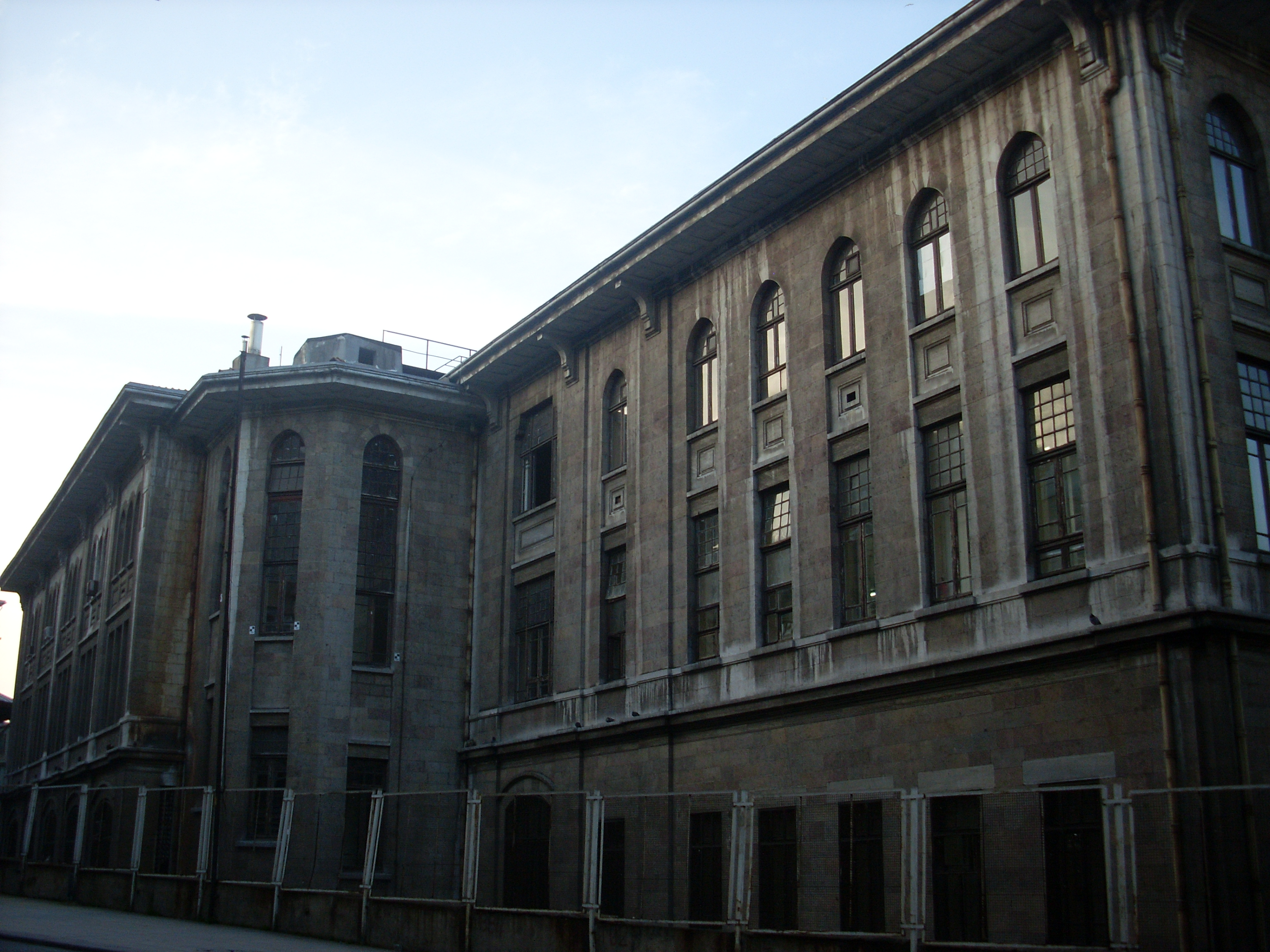